# Constantin Dragaš
Constantin Dejanović ( cyrillique: Константин Дејановић), également connu sous le nom de Constantin Dragaš cyrillique: Kонстантин Драгаш); né vers 1365 mort en 1395) fut un noble magnat serbe qui règne après la chute de l'empire Serbe de 1371 à sa mort sur un vaste territoire dans l'est de la Macédoine sous la suzeraineté des Ottomans,

## Biographie
Constantin est le fils cadet du Sébastokrator Dejan et de Théodora une demi-sœur de Stefan Uroš IV Dušan. Il succède à son frère  Jovan Dragaš, qui était devenu un vassal des ottomans après la Bataille de la  Maritsa en 1371 où une partie de la noblesse serbe avait été décimée. Les deux frères avaient leur propre gouvernement et frappaient des pièces monnaies dans le style de  celles des Nemanjić. 
Sa fille Hélène Dragaš épouse en 1392 l'Empereur Byzantin Manuel II Paléologue. Constantin  tombe lors de la Bataille de Rovine le 17 mai 1395, en combattant pour le compte des Ottomans avec d'autres princes vassaux serbes Stefan Lazarević et Marko Mrnjavčević contre le prince Mircéa Ier de Valachie.
Son petit fils l'empereur Constantin XI Paléologue est  surnommé en grec « Dragasēs »  d'après son surnom de Dragaš.